# 키르아=조르딕
키르아=조르딕(キルア＝ゾルディック)은 《헌터 × 헌터》에 등장하는 등장인물이며, 유명한 암살일가 조르딕가의 삼남이다.

## 외모
검은색 목티에 흰색 반소매 티를 겹쳐 입은 반바지 차림이며, 은색 머리카락의 파란 눈을 가진 소년이다.
눈이 굉장히 사랑스러우며 살기를 가진 눈빛을 보면 흥분하게된다. 매력적인 외모를 가진 귀여운 소년이다.

## 소개
태어났을 때부터 암살일가 조르딕가에서 암살자로서 교육을 받으며 역대 가문의 일원 중에서도 뛰어난 재능으로 기대를 받고 있지만, 키르아 본인은 가업을 잇기 싫어하며 암살자 일에서 벗어나고 싶어한다. 어머니와 형를 찌르고 집에서 가출한 뒤, 제 287 기 헌터 시험에서 곤, 크라피카, 레오리오와 만난 후 살인 같은 건 하지 않고 평범하게 곤과 친구가 되어 재밌게 놀고 싶다고 말한다. 이후 곤과 재회하여 친구로서 함께한다. 신중하고 머리가 좋은 편이나 다소 충동적인 부분이 있으며, 자신이 인정한 사람이 아니면 냉정한 일면도 보인다. 또한, 본인을 변덕쟁이에 거짓말쟁이라고 하는 만큼 거짓말에 능숙하고 남의 속임수도 곧잘 알아차린다. 키메라 앤트 토벌 중 키르아는 자신을 조종하던 형의 침을 제거한 뒤 조종당해 잊고 있던 동생 아르카를 기억해내고, 조르딕가에 갇힌 아르카를 구출한다. 아르카의 능력으로 곤의 목숨을 구한 후 헌터 시험부터 함께하던 곤과 헤어져 지금은 아르카를 보호하며 함께 세계를 여행하고 있다.

### 내용주
1. ↑  마하=조르딕이 고조부인 것이 밝혀진 후 지그=조르딕을 증조부로 추측하고 있으며, 정확한 사항은 불명이다.

### 참조주
1. 1 2 3 4 5 6  《HUNTER×HUNTERハンタ-協會公式發行 ハンタ-ズ.ガイド》. 2004년 6월 4일 발행. ISBN-13 9784088737010. 集英社.
2. ↑  ハンタ-協會公式發行 ハンタ-ズ.ガイド에서는 증조부로 나왔으나, 이후 고조부인 것이 밝혀졌다. 《HUNTER×HUNTERハンタ-協會公式發行 ハンタ-ズ.ガイド》. 2004년 6월 4일 발행. ISBN-13 9784088737010. 集英社.